# Zapis

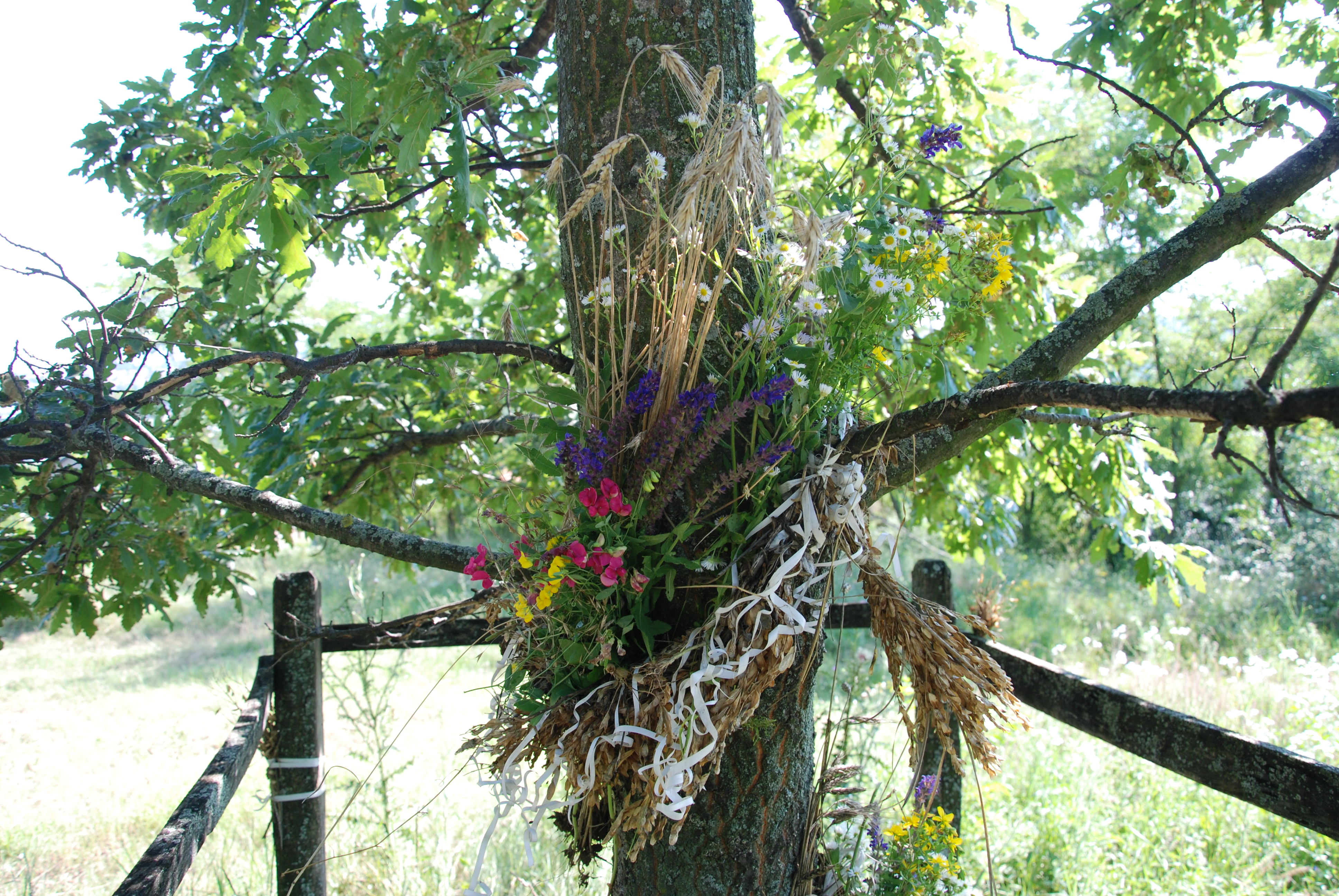
Posvátný dub – zapis, v srbské vesnici Petrovac, Kragujevac

Zapis (srbsky запис) či zavetina je obřad prováděný v srbském lidovém křesťanství spočívající ve vyrytí kříže do posvátného stromu, zpravidla dubu, případně ořešáku, jež je také nazýván zapis. Takový strom musel být velký a plodný a bylo zakázáno ho kácet, lámat jeho větve a sbírat jeho plody – a to ani poté co uschl. Rituál byl prováděn na počátku léta a zahrnoval procesí s křížem, ikonami a písněmi.
N. I. Tolstoj popsal podobu obřadu v šumadijské vesnici Stari Kostolac, který zahrnoval procesí s velkým křížem vedené knězem či chlapcem, již byli následováni krestnjoši/krstonoši – chlapci v červených košilích a hospodáři. Krestnjoši se omývali vodou z řeky – často byli pokropeni ženami jež procesí doprovázely, a třikrát obešli chrám, poté došli k třem zapisům na vinohradu a nakonec opět třikrát obešli posvátný strom. Ze zapisu bylo poté knězem vyříznuto staré znamení, uděláno nové, jež bylo pokapáno voskem, pokropeno vínem a svěcenou vodou a nakonec kněz přečetl modlitbu a rozdělil obřadní kolač.
Obřady zapisu byly doprovázeny rituálními rvačkami mladíků, jež se podobají soubojům zajišťujícím plodnost jež jsou známy z celé Evropy. Celý obřad měl pravděpodobně zajistit dobrou úrodu, čemuž napovídá sbírání klasů krestnjoši z nichž pak byly pleteny věnce jež se věšely na zapis, do domů a chlévů, nebo písně jež je doprovázely. Zároveň se tu objevuje souvislost s mrtvými – ženy chlapce obdarovávaly bílými kapesníky, zrcátky a fotografiemi svých zesnulých. Rituální bitky při zapisu tak připomínají novgorodské souboje o Perunovu palici, kostromovské souboje nebo extatické bitky furlanských benandantů.
Slavista Michal Téra se domnívá, že obřad byl původně spojen s Perunem a jeho funkcí nositele oplodňujícího deště a spojuje jej s popisem uctívání dubu, jež nechal svatý Cyril pokácet načež se v noci spustil prudký déšť, jež je obsažen v legendě Život Konstantinův.